# 久末眞紀子
久末 眞紀子（ひさすえ まきこ、1949年 - ）は、日本の登山家である。北海道檜山郡出身。職場の同僚に大雪山に誘われ、初めて山に登る。その後、山の自然に魅せられ、1995年夏に社会人山岳会に入り、ロッククライミングを学ぶ。ヘミングウェイの『キリマンジャロの雪』に憧れ、1995年～1996年の正月休暇に、アフリカ大陸の最高峰キリマンジャロに登る。この登山がきっかけとなり高所登山を始める。登山スタイルは公募登山、山岳会の組織登山、友人との二人パーティ、海外の友人との、パーティ、ガイドを雇っての単独登山とさまざまである。
2005年12月、日本女性として、1992年7月28日の田部井淳子、1996年5月10日の難波康子に続く、3人目となるセブンサミッター（七大陸最高峰登頂者）となる。